# خوسيه أريدوندو
خوسيه أريدوندو هو لاعب كرة قاعدة دومينيكاني، ولد في 12 مارس 1984 في سان بيدرو دي ماكوريس في جمهورية الدومينيكان.

## وصلات خارجية
- خوسيه أريدوندو على موقع دوري كرة القاعدة الرئيسي (الإنجليزية)
- خوسيه أريدوندو على موقعبيزبول رفرنس.كوم (الدوري الرئيسي) (الإنجليزية)
- خوسيه أريدوندو على موقعبيزبول رفرنس.كوم (الدوري الثانوي) (الإنجليزية)
- خوسيه أريدوندو على موقع إي إس بي إن.كوم (أم.أل.بي) (الإنجليزية)
- خوسيه أريدوندو على موقع مشجعي الرسوم البيانية (الإنجليزية)